# Lưu huỳnh dioxide
Lưu huỳnh dioxide (hay còn gọi là anhydride sunfurơ, lưu huỳnh(IV) Oxide, sulfur dioxide) là một hợp chất hóa học với công thức SO2. Chất khí này là sản phẩm chính của sự đốt cháy hợp chất lưu huỳnh và nó là một mối lo môi trường rất đáng kể. SO2 thường được mô tả là "mùi hôi của lưu huỳnh bị đốt cháy". Lưu huỳnh dioxide là một khí vô cơ không màu, nặng hơn không khí. Nó có khả năng làm vẩn đục nước vôi trong, làm mất màu dung dịch brom và làm mất màu cánh hoa hồng.

## Tính chất hóa học
Lưu huỳnh dioxide là một Oxide acid, tan trong nước tạo thành dung dịch acid yếu H2SO3.
S + O2 t0→ SO2
SO2 + H2O → H2SO3
SO2 là chất khử khi tác dụng một chất oxy hóa mạnh:
SO2 + Br2 + 2H2O → 2HBr + H2SO4 (Phản ứng làm mất màu nước brom)
5SO2 + 2KMnO4 + 2H2O → K2SO4 + 2MnSO4 + 2H2SO4
SO2 là chất oxy hóa khi tác dụng với chất khử mạnh hơn
SO2 + 2H2S → 3S + 2H2O
SO2 + 2Mg → S + 2MgO

## Tác hại
Lưu huỳnh dioxide là một trong những chất gây ô nhiễm môi trường. Nó sinh ra như là sản phẩm phụ trong quá trình đốt cháy than đá, dầu, khí đốt.
Nó là một trong những chất gây ra mưa axít ăn mòn các công trình, phá hoại cây cối, biến đất đai thành hoang mạc.
Khí SO2 gây bệnh cho người như viêm phổi, đau mắt,viêm đường hô hấp...

## Điều chế
- Trong phòng thí nghiệm:

Na2SO3 + H2SO4 → Na2SO4 + H2O + SO2↑
- Trong công nghiệp:
  - Đốt lưu huỳnh: S + O2 (t°) → SO2
  - Đốt pyrit sắt (FeS2): 4FeS2 + 11O2 → 2Fe2O3 + 8SO2↑